# Dipartimento per l'uscita dall'Unione europea
Il Dipartimento per l'uscita dall'Unione europea (DExEU, noto anche come Dipartimento per la Brexit) è stato un dipartimento esecutivo del governo del Regno Unito incaricato di negoziare il ritiro del Regno Unito dall'Unione europea.
Il ministero è stato formato in seguito al referendum del 23 giugno 2016. Era guidato dal Segretario di Stato per l'uscita dall'Unione europea, Stephen Barclay.

## Ministri
I ministri responsabili del dipartimento per l'uscita dell'Unione europea sono stati:
| Ministro            | Rango e portafoglio                                                    |
| ------------------- | ---------------------------------------------------------------------- |
| Stephen Barclay     | Segretario di Stato per l'uscita dall'Unione europea                   |
| Baron Callanan      | Ministro di Stato per l'uscita dall'Unione europea                     |
| Chris Heaton-Harris | Sottosegretario di Stato parlamentare per l'uscita dall'Unione europea |
| Kwasi Kwarteng      | Sottosegretario di Stato parlamentare per l'uscita dall'Unione europea |
| Robin Walker        | Sottosegretario di Stato parlamentare per l'uscita dall'Unione europea |

Il Segretario permanente del dipartimento è stato Philip Rycroft a partire dall'ottobre 2017.

## Problemi
Il dipartimento per l'uscita dall'Unione europea era incaricato della negoziazione del Regno Unito con l'Unione europea dopo il referendum del 23 giugno 2016 durante il quale la maggioranza degli elettori ha auspicato l'uscita del proprio paese dall'Unione.
Il processo di uscita ha sollevato una serie di domande, compresi gli accordi commerciali del Regno Unito con il resto del mondo, le future relazioni del paese con l'Unione europea e innumerevoli incertezze giuridiche. La complessità del dossier spinge il governo britannico a ritardare l'invocazione dell'articolo 50 del trattato sul funzionamento dell'Unione europea - che deve iniziare l'avvio delle discussioni - nel marzo 2017. Il governo potrebbe assumere 30 000 nuovi funzionari per studiare le questioni sollevate dal ritiro; il costo previsto dei colloqui per la Commissione europea è di circa 60 miliardi di euro, da riconvogliare nel Regno Unito.

## Posizionamento governativo
Per quanto riguarda le relazioni future tra il Regno Unito e l'Unione europea, David Davis ha indicato come modello da prendere in considerazione le relazioni del Canada con l'Unione europea piuttosto che le relazioni con la Svizzera o quelle con la Norvegia, entrambi partecipanti allo Spazio economico europeo e allo Spazio Schengen.
Per quanto riguarda il movimento di cittadini tra il Regno Unito e l'UE, David Davis desidera ottenere "un accordo su misura per la Gran Bretagna e non una soluzione standard. Ciò significa controllare il numero di persone che arrivano in Gran Bretagna dall'Europa, ma anche una soluzione positiva per coloro che vogliono vendere beni e servizi."
Per il cancelliere dello scacchiere Philip Hammond, l'importante è mantenere "l'accesso al mercato unico dell'Unione europea" per il potente settore finanziario britannico.
Il 2 ottobre 2016, il Primo ministro Theresa May annunciò di voler far passare una legge per abrogare la legislazione dell'UE nel Regno Unito entro il marzo 2017, anche se poi ciò avvenne a settembre dello stesso anno.
Il 3 novembre 2016, l'Alta Corte di giustizia di Londra ha stabilito che il governo non poteva invocare l'articolo 50 senza l'approvazione del Parlamento.

## Scozia
In Scozia, Mike Russell è il ministro scozzese della Brexit. Sperava che nell'invio alle autorità europee da parte del Primo ministro britannico Theresa May della richiesta di uscita, l'articolo 50 del trattato sull'Unione europea includesse l'impegno a negoziare condizioni speciali per la Scozia e l'Irlanda del Nord, in modo che la Brexit non sia unica nel Regno Unito e che vengano sviluppati accordi specifici per ciascuna nazione costituente.